# Bonthainiella fasciata
Bonthainiella fasciata là một loài tò vò trong họ Ichneumonidae.